# Lacey Nymeyer
Lacey Pearl Nymeyer (Tucson, (Arizona), 29 oktober 1985) is een Amerikaanse voormalige zwemster, Nymeyer vertegenwoordigde haar vaderland op de Olympische Zomerspelen 2008 in Peking, China.

## Carrière
Nymeyer maakte haar internationale debuut op de wereldkampioenschappen zwemmen 2005 in Montreal, op de 4x100 meter vrije slag veroverde ze samen met Natalie Coughlin, Kara Lynn Joyce en Amanda Weir de bronzen medaille. Voor haar inspanningen in de series van de 4x100 meter wisselslag ontving ze de zilveren medaille.
Op de Pan Pacific kampioenschappen zwemmen 2006 in Victoria veroverde de Amerikaanse samen met Amanda Weir, Natalie Coughlin en Kara Lynn Joyce goud op de 4x100 meter vrije slag. Op de 4x200 meter vrije slag veroverde ze opnieuw goud, ditmaal waren Natalie Coughlin, Dana Vollmer en Katie Hoff haar ploeggenoten. Individueel was haar beste resultaat een tiende plaats op de 200 meter vrije slag.
Op de wereldkampioenschappen zwemmen 2007 in Melbourne veroverde Nymeyer samen met Natalie Coughlin, Dana Vollmer en Katie Hoff de wereldtitel op de 4x200 meter vrije slag, het kwartet verbeterde tevens het wereldrecord. Eerder had de Amerikaanse al samen met Natalie Coughlin, Amanda Weir en Kara Lynn Joyce beslag gelegd op het zilver op de 4x100 meter vrije slag. Voor haar inspanningen in de series van de 4x100 meter wisselslag ontving Nymeyer de zilveren medaille.
Op de Amerikaanse olympische trials in Omaha kwalificeerde Nymeyer zich met de derde plaats op de 100 meter vrije slag voor de Olympische Zomerspelen 2008 als lid van de 4x100 meter vrije slag estafette, na afloop van de trials werd bekend dat Nymeyer ook mocht starten op de 100 meter vrije slag nadat Dara Torres zich voor die afstand had teruggetrokken. In Peking veroverde de Amerikaanse de zilveren medaille op de 4x100 meter vrije slag, dit deed zij samen met Natalie Coughlin, Kara Lynn Joyce en Dara Torres. Op de 100 meter vrije slag strandde Nymeyer in de halve finales.
Op de wereldkampioenschappen zwemmen 2009 in Rome sleepte de Amerikaanse samen met Dana Vollmer, Ariana Kukors en Allison Schmitt de zilveren medaille in de wacht op de 4x200 meter vrije slag.

## Internationale toernooien
| Jaar | Olympische Spelen                       | WK langebaan                                                            | WK kortebaan  | PanPacs |
| ---- | --------------------------------------- | ----------------------------------------------------------------------- | ------------- | --- |
| 2005 |                                         | 4x100m wisselslag · Nymeyer zwom enkel in de series · 4x100m vrije slag |               | |
| 2006 |                                         |                                                                         | geen deelname | 10e 200m vrije slag · serie 50m vrije slag · serie 100m vrije slag · 4x100m vrije slag · 4x200m vrije slag |
| 2007 |                                         | 4x200m vrije slag · 4x100m vrije slag · 4x100m wisselslag               |               | |
| 2008 | 12e 100m vrije slag · 4x100m vrije slag |                                                                         | geen deelname | |
| 2009 |                                         | 4x200m vrije slag                                                       |               | |

## Persoonlijke records

### Langebaan
| Afstand         | Tijd    | Datum       | Plaats       |
| --------------- | ------- | ----------- | ------------ |
| 50m vrije slag  | 25,01   | 5 juli 2008 | Omaha        |
| 100m vrije slag | 54,02   | 4 juli 2008 | Omaha        |
| 200m vrije slag | 1.58,52 | 8 juli 2009 | Indianapolis |